# Luie stoel

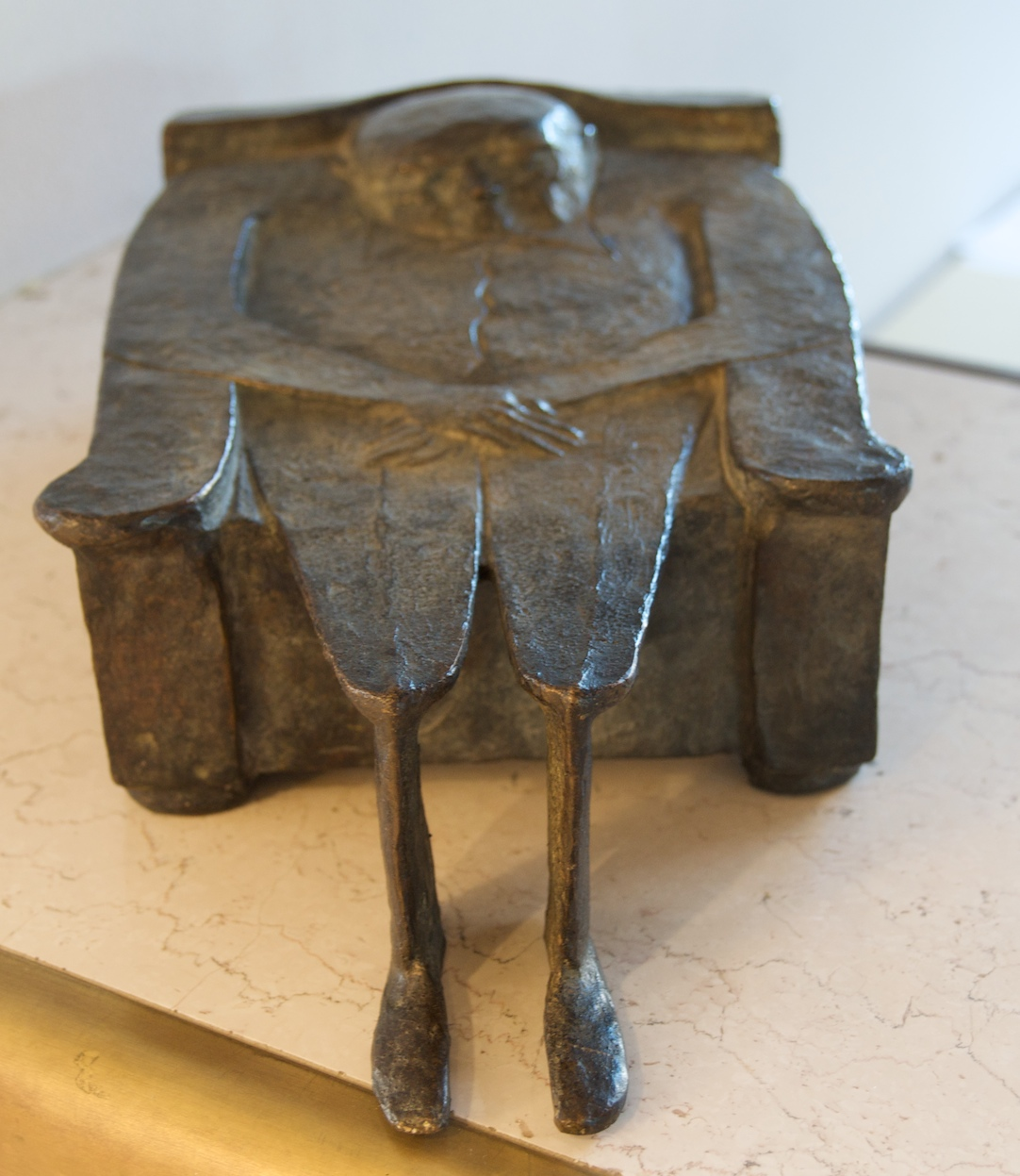
"Luie Stoel" (1974) van kunstenaar Guus Hellegers

Een luie stoel is een gemakkelijke stoel, waarin men lui en eventueel onderuitgezakt, de tijd verdrijft of uitrust. Het woord lui is uiteraard overdrachtelijk gebruikt: niet de stoel is immers lui; dit kan hooguit beweerd worden van degene die erin zetelt. Die persoon zit althans te luieren, en daarom is er ook wel een licht afwijkende verklaring geopperd voor de uitdrukking: "luie stoel" zou een verbastering zijn van luierstoel. Dit indirecte taalgebruik heet enallage.

## Koloniale connotatie
In de voormalige kolonie Nederlands-Indië was de luie stoel een begrip, dat in de Indisch-Nederlandse letterkunde niet louter kwam te staan voor een meubelstuk, maar voor een mentaliteit, vaak een die door de auteur kritisch werd beoordeeld. Personages zaten dan onderuitgezakt op de voorgalerij van hun huis — of aan boord van een schip, op reis tussen het vaderland en de kolonie. Niet zelden gaf men vanuit die luie houding, waarin traagjes werd gespeeld met de blote tenen die onder de sarong uit staken, bedienden bevelen, of men staarde leeg voor zich uit.
De luierstoel had daarmee een symboolfunctie gekregen, en vormde een cliché waarvan de werkelijkheidswaarde vaak niet langer te doorgronden was. Doorgaans deed die werkelijkheidswaarde er ook minder toe: wat gold, was de kritiek op een als leeg, saai of lui ervaren leefwijze. 
Nog in 1957 gaf Johan Fabricius zijn roman Luie stoel de ondertitel "Roman van indolentie, tropenhitte en de onmacht om de problemen van dit leven het hoofd te bieden".